# رشته‌کوه آنتراسیت
رشته‌کوه آنتراسیت (به انگلیسی: Anthracite Range) یک رشته‌کوه در ایالات متحده آمریکا است که در کلرادو واقع شده‌است. رشته‌کوه آنتراسیت ۳٬۷۷۷٫۷۴ متر بالاتر از سطح دریا واقع شده‌است.